# Chinchecle
El chinchecle es una danza religiosa de carácter solemne que se realizaba en el valle de Bielsa, en el Pirineo aragonés, en España, anualmente durante la romería de agosto a la Ermita de Santa María de Pineta, coincidiendo con las fiestas de la villa de Bielsa. La danza se realizaba delante de la ermita o también en la plaza de Bielsa.

## Estructura, la gaita y el canto
La pieza se compone de cuatro temas que son principales, el primero es una albada de un estilo típico en la provincia de Huesca, es decir, un canto de una estrofa con cuatro versos al son de la gaita de boto, seguido de las evoluciones del instrumento con una entonación vocal. Las gaitas de boto tradicionales, al igual como ocurría con la gaita gascona, se afinan de forma distinta de como se hace con la mayoría de los instrumentos modernos en la música occidental. Entre otras cosas, ese fue el motivo de su casi desaparición en el siglo XX, porque «desafinaban» cuando se tocaban en conjunto. Para cantar bien con ellas hace falta experiencia y una técnica especial, que de acuerdo con algunos expertos, aunque modificada, se encontraría en la base del canto moderno en la jota aragonesa. Esta técnica está prácticamente perdida, ya que no existen muchos intérpretes que la holuuu
El canto de esta albada inicial le seguían los danzantes en una fila, mientras simplemente caminaban, cantaban en coro y al son de la gaita. Los versos cantados presentan variaciones puntuales, siendo los más representativos los siguientes:

La Virgen de Pineta,

tan alta y sola,

tan alta y sola,

entre peñas y bosques

como pastora

La autora presenta dos versiones populares más en el libro Danzas de Sobrarbe, que son igualmente solemnes, y una tercera más humorística al estilo de la zona:

La muller (de) lo gaitero,

tiene fortuna

tiene fortuna

era tiene dos gaitas

las altras, una
La mujer del gaitero,

tiene fortuna

tiene fortuna

ella tiene dos gaitas

las otras, una

La danza coincide en su estructura con otras danzas religiosas de Sobrarbe, como la llamada La Rosca en el valle de Gistain. La diferencia se encuentra en la postura de los brazos de los danzantes. El ritmo de la música hace cuatro temas, siendo el primero que introduce la pieza la albada, a la que siguen dos temas con brío y movimiento, de estructura ternaria, siempre con la música de la gaita, y rematado con un tema binario, que anuncia el final.
En los bailes de exhibición, la pieza suele realizarse antes del Bals de la Gaita, ya que comienza con el tema final del chinchecle. Una versión interpretada por La Orquestina del Fabirol con gaita sobrarbenca, se puede oír al principio de los vídeos que componen el conjunto de documentales del Archivo Audiovisual del Aragonés.